# Насос-дозатор
Насос-дозатор (дозировочный насос) — насос, предназначенный для точного дозирования заданного объема продукта .
Применяются в пищевой, косметической, фармацевтической, химической и других отраслях промышленности. При выборе насоса для дозирования необходимо учитывать объем дозы, точность дозы, требуемую скорость наполнения.
Производительность насоса-дозатора обычно измеряется в мл/час или л/час.
По типам делятся на:
- перистальтические (шланговые/трубочные);
- мембранные (диафрагменные);
- плунжерные.

### Принцип работы насос-дозаторов
Подачу реагентов насосами-дозаторами контролирует изменение длины хода поршня, производимое микрометрическим винтом или специальными механическими делителями, действующими на ограничение хода поршня.
Учитывается число ходов поршня (рабочих циклов), контролируемое регулированием настроек в электрической схеме управления насосом. Насос-дозаторы преимущественно снабжены предохранительными клапанами и устройствами для стравливания воздуха из рабочей камеры.
Почти все современные модели оборудованы электронными контроллерами для управления, позволяющими изменять подачу реагента с панели управления насосом и регулировать скорость дозирования по сигналам, поступающим от внешних контрольно-измерительных устройств.